# Ľubor Kresák
Ľubor Kresák (ur. 23 sierpnia 1927 w Topolczanach, zm. 20 stycznia 1994 w Bratysławie) – słowacki astronom.

## Życiorys
W latach 1951–1955 pracował w Obserwatorium nad Łomnickim Stawem, później przeniósł się na Wydział Astronomiczny Słowackiej Akademii Nauk w Bratysławie. W 1992 roku uzyskał tytuł profesora na Uniwersytecie Karola w Pradze.
Odkrywca dwóch komet: okresowej 41P/Tuttle-Giacobini-Kresak oraz jednopojawieniowej C/1954 M2 (Kresak-Peltier). W 1978 roku zasugerował, że sprawcą katastrofy tunguskiej był fragment komety Enckego.
Był aktywnym członkiem Międzynarodowej Unii Astronomicznej, w latach 1979–1985 był jej wiceprezydentem. Od 1989 roku był członkiem korespondencyjnym Czechosłowackiej Akademii Nauk.
Jego żona, Margita, również była astronomem.

## Upamiętnienie
Nazwiskiem Ľubora Kresáka nazwano planetoidę (1849) Kresák.
Postanowieniem Prezydenta Słowacji z dnia 2 września 1997 został pośmiertnie odznaczony Orderem Ľudovíta Štúra I Klasy.